# Nightwalk (Kurzfilm, 2020)
Nightwalk (auch #19 Nightwalk) ist ein Kurzfilm von Małgorzata Szumowska, der im September 2020 im Rahmen der Internationalen Filmfestspiele von Venedig seine Premiere feierte.

## Handlung
Es ist Nacht in Polens Hauptstadt Warschau. In einem Haus liegt ein Vater bequem auf dem Sofa, schaut die Sportschau und erwartet, dass sein Sohn genauso sein wird, wie er. In einer anderen Wohnung sitzt eine betuchte Mutter mit ihrer Tochter beim Abendessen, die ganz und gar nicht ist wie sie. Beide verlassen sie die Wohnungen und begegnen sich. Sowohl der junge Mann als auch das Mädchen begeben sich auf eine nächtliche Reise der Transformation, auf der sie ihre angeborene Geschlechtsidentität ablegen. Die Straßen Warschaus werden zum Laufsteg der Freiheit.

## Produktion

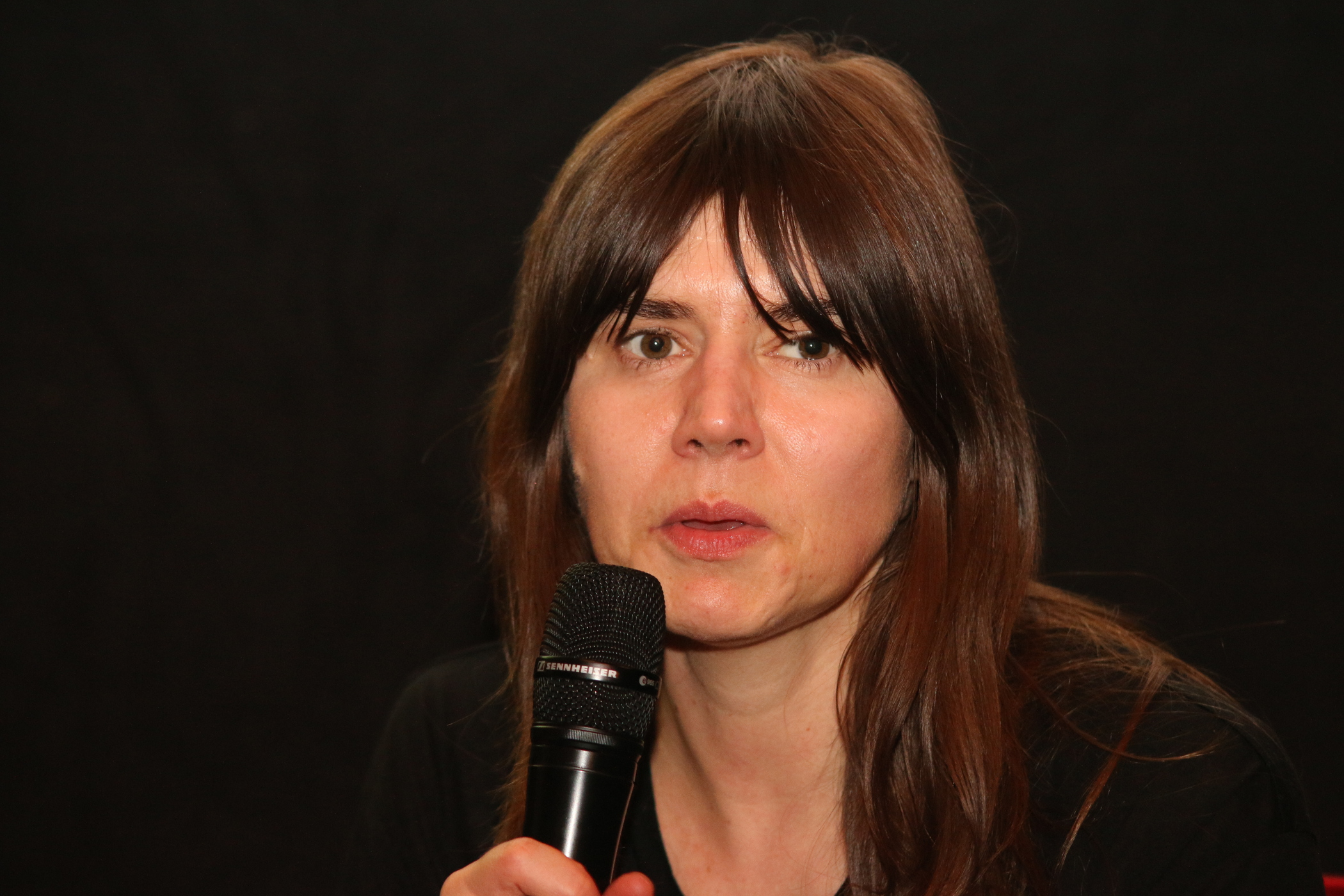
Die Regisseurin Małgorzata Szumowska

Es handelt sich bei Nightwalk um den 19. Film in der Kurzfilmreihe Women’s Tales des Fashion-Labels „Miu Miu“ von Prada, daher ist der Film auch unter dem Titel #19 Nightwalk bekannt.
Regie führte Małgorzata Szumowska, die gemeinsam mit Michał Englert auch das Drehbuch schrieb. Zur Inspiration für ihren Film erklärte Szumowska, Hauptdarsteller Filip Rutkowski sei ihr Freund: „Er hat eine nichtbinäre Geschlechtsidentität und drückt sich durch das Tragen von Frauenkleidern aus. In Polen – einem konservativen, katholischen Land – ist Filip äußerst mutig.“ Filip Rutkowskis Liebe zu Miu Miu sei der perfekte Ausgangspunkt für ihre Geschichte gewesen, wenn es darum geht, Mode in Bildern darzustellen. Die zweite Hauptrolle besetzte sie mit der britischen Schauspielerin Raffey Cassidy.
Eine erste Vorstellung erfolgte im September 2020 bei den Internationalen Filmfestspiele von Venedig in der Reihe Giornate degli Autori, den Venice Days.